# Margot Frank
Pour les articles homonymes, voir Frank.
Margot Betti Frank, née le 16 février 1926 à Francfort-sur-le-Main en Allemagne et morte fin février 1945 au camp de concentration de Bergen-Belsen, est la fille d'Otto Frank et d'Edith Frank et la sœur aînée d'Anne Frank, connue pour son journal intime. Pendant deux années Margot Frank a vécu cachée avec sa famille à Amsterdam, aux Pays-Bas, alors sous occupation allemande, afin d'éviter la Shoah.

## Biographie

### Enfance
Margot Betti Frank est née le 16 février 1926 à Francfort-sur-le-Main en Allemagne. Elle est la fille d'Otto Frank et d'Edith Frank et la sœur aînée d'Anne Frank. La famille vit dans une communauté mixte de citoyens juifs et non-juifs, les enfants grandissent en côtoyant des amis de confession catholique, protestante et juive. La famille Frank sont juifs réformistes, pratiquant beaucoup les traditions de la foi juive, sans observer l'ensemble des coutumes.
À l'arrivée au pouvoir d'Hitler le 30 janvier 1933, la famille décide de quitter l'Allemagne nazie pour se réfugier à Amsterdam aux Pays-Bas, en effet les premières lois antisémites sont votées et la vie des juifs devient de plus en plus difficile en Allemagne.
Plus tard Edith et les enfants se rendent à Aix-la-Chapelle pour habiter avec Rosa Holländer, la mère d'Edith. Otto Frank reste à Francfort, cependant après avoir reçu une offre pour démarrer une affaire à Amsterdam, il s'y rend pour organiser la société et préparer la venue de sa famille.

### L’exil
Otto commence à travailler chez Opekta Werke, une société qui vend la pectine extraite des fruits, Edith arrive en novembre et trouve un appartement à Merwedeplein dans la banlieue sud d'Amsterdam. Dans le quartier, ils retrouvent de nombreux autres juifs ayant fui l’Allemagne. Margot arrive en décembre à Amsterdam et Anne en février 1934 et les deux filles sont inscrites à l'école ; Margot dans une école publique et Anne dans une école montessorienne. Elles apprennent le néerlandais, s’adaptent rapidement à la vie aux Pays-Bas et se font des amies. Margot montre des dispositions en arithmétique, Anne quant à elle, aime la lecture et a des aptitudes à l'écriture.
Contrairement à sa sœur Anne, Margot est très pieuse et se dévoue beaucoup pour la communauté juive dans son nouveau pays. Elle va souvent à la synagogue avec sa mère. De nature plus discrète qu'Anne, Margot se démarque par son assiduité et son intelligence. Plus calme qu’Anne elle obéit mieux à ses parents, ce pourquoi Margot est souvent donnée en exemple. Margot est une fille très sportive, elle aime aller ramer, patiner et jouer au tennis. Plus tard Anne Frank écrit dans son journal que Margot veut être infirmière en Palestine.
En mai 1940, l'Allemagne envahit les Pays-Bas. Le gouvernement d'occupation commence à persécuter les Juifs en instaurant des lois répressives et discriminatoires, l'inscription obligatoire et la ségrégation des Juifs s'ensuivent rapidement. Margot et Anne excellent alors dans leurs études et ont de nombreux amis, mais l'application d'un décret statuant que les enfants juifs ne peuvent suivre des cours que dans des écoles juives, elles sont contraintes de s'inscrire au lycée juif.

### La vie dansl'Annexe
Au début de juillet 1942 les Allemands commencent à convoquer les juifs aux Pays-Bas pour être deportés.Le 5 juillet 1942, Margot reçoit une convocation du Bureau central de l’immigration juive (Zentralstelle für jüdische Auswanderung) pour le travail obligatoire en Allemagne. C'est sa mère qui recevra cette lettre, et qui provoquera le début de leur clandestinité à l'arrière de l'entreprise familiale. Le lendemain matin on explique alors à Anne et Margot le plan qu'Otto a préparé avec ses employés les plus fidèles : la famille va se cacher dans des pièces au-dessus et à l'arrière des bureaux de la société Opekta sur le Prinsengracht, une rue le long d'un des canaux d'Amsterdam. Le matin du 6 juillet 1942, Margot et la famille vont s'installer dans la cachette. Leur appartement est laissé dans un désordre apparent pour donner l'impression qu'ils sont partis soudainement. L'Annexe (Achterhuis) est un espace à trois niveaux à l'arrière du bâtiment auquel on accède par un palier situé au-dessus des bureaux de la société Opekta. La porte de l’Annexe fut par la suite cachée par une bibliothèque pour éviter qu'elle ne soit découverte. Victor Kugler, Johannes Kleiman, Miep Gies et Bep Voskuijl sont les seuls employés qui savent que la famille Frank se cache. Eux quatre, ainsi que Jan Gies, mari de Miep, et Johannes Hendrik Voskuijl, père de Bep, aident les clandestins pendant la durée de leur confinement. Le 13 juillet 1942, la famille Frank est rejointe par la famille van Pels: Hermann, Augusta ou Auguste (rebaptisée Petronella), et leur fils Peter âgé de 16 ans, puis en novembre par Fritz Pfeffer, un dentiste et ami de la famille.
Margot et sa famille se cacheront pendant deux ans. C'est pendant cette clandestinité que sa sœur, Anne, écrira Le Journal d'Anne Frank. Dans la journée, Margot et les autres clandestins doivent se montrer très prudents et rester silencieux afin que le personnel des bureaux ne les entende pas. Les clandestins tentent de vivre aussi naturellement que possible, ils respectent un horaire strict dans la journée. Margot, Anne et Peter van Pels, consacrent quelques heures à leurs activités scolaires. Ils espèrent que la guerre sera vite terminée et qu'ils pourront reprendre leurs études.

### Arrestation et déportation
Le 4 août 1944, Margot qui a 18 ans, sa famille et leurs compagnons d'infortune se font arrêter par la Gestapo et sont envoyés au camp de transit de Westerbork près d'Amsterdam. Comme Margot s'était soustraite à la convocation au travail obligatoire et qu'ils s'étaient cachés, ils ont été conduits au bloc disciplinaire pour effectuer des travaux forcés, jusqu'à ce qu'ils soient tous sélectionnés pour le dernier convoi pour le camp d'Auschwitz le 3 septembre 1944.
Margot et Anne ont été transférées le 30 octobre au camp de Bergen-Belsen. Atteintes toutes les deux par le typhus et affaiblies par la malnutrition, des témoins certifièrent que Margot tomba de sa couchette dans son état de faiblesse extrême et succomba au choc vers la fin du mois de février ou mars 1945, suivie quelques jours plus tard de sa sœur Anne. Les corps des deux jeunes filles se trouvent sûrement dans la fosse commune de Bergen-Belsen.
Pendant le début de leur clandestinité, Margot et Anne Frank ne se respectaient point : Anne, ayant toujours été la dernière de la famille, la plus aimée, ne voulait pas entendre tous les reproches faits par les autres clandestins. Mais, Anne, en gagnant de l'âge, comprit qu'il fallait changer. Elle devint plus mûre, et commença à comprendre certains reproches. Margot et Anne se sont rapprochées, commencent à échanger des confidences, des souvenirs...
Des huit personnes recluses dans la fameuse annexe, seul le père de Margot et Anne, Otto Frank, survivra. C'est lui qui décidera de publier le journal d'Anne (retrouvé par Miep Gies) et ainsi accomplir à titre posthume le rêve de sa fille, devenir un écrivain célèbre.
Dans son journal, Anne évoque un journal que tenait Margot, mais celui-ci n'a jamais été retrouvé. Seules quelques correspondances des deux sœurs vers des amis américains seront rendues publiques en 2003.